# 黑線真巨口魚
黑線真巨口魚（学名：Eustomias melanonema）为輻鰭魚綱巨口鱼目巨口鱼科的其中一種。分布於東大西洋區，從維德角群島至幾內亞灣海域，為深海魚類，棲息深度0-680公尺，體長可達10.1公分。

## 扩展阅读
維基物種上的相關：黑線真巨口魚